# Chester Newton

Zawodnik Oregon State Beavers

Chester Willard „Chet” Newton (ur. 18 września 1903 w Canby, zm. 11 maja 1966 w Oregon City) – amerykański zapaśnik walczący w stylu wolnym. Srebrny medalista olimpijski z Paryża 1924, w wadze piórkowej.
Zawodnik Oregon State University.

## Letnie Igrzyska Olimpijskie 1924
| Konkurencja      | Rundy eliminacyjne      | Rundy eliminacyjne     | Rundy eliminacyjne     | Rundy finałowe     | Rundy finałowe         | Rundy finałowe           | Klas. końcowa |
| Konkurencja      | 1/16                    | Ćwierćfinał            | Półfinał               | Finał              | Repasaże o 2. miejsce  | Repasaże o 2. miejsce    | Miejsce       |
| ---------------- | ----------------------- | ---------------------- | ---------------------- | ------------------ | ---------------------- | ------------------------ | ------------- |
| 61 kg styl wolny | Sigfrid Hansson (SWE) Z | Aage Torgensen (DEN) Z | Eetu Huupponen (FIN) Z | Robin Reed (USA) P | Anton Koolmann (EST) Z | Katsutoshi Naitō (JPN) Z | 2.            |